# Deportivo Toluca Femenil
El Deportivo Toluca Fútbol Club Femenil, también conocido como Deportivo Toluca Femenil, es un club de fútbol profesional femenil mexicano que participa en la Liga MX Femenil. Su sede se encuentra ubicada en la ciudad de Toluca, Estado de México, jugando sus partidos como local en el Estadio Nemesio Díez desde el año 2020. Es la rama femenil del Deportivo Toluca Fútbol Club desde el año 2017.

## Historia
El equipo fue fundado en 2017 previo a la creación de una liga de fútbol femenil en México. En 2017 fue uno de los 12 clubes participantes en la Copa de la Liga MX Femenil, en donde finalizó en la cuarta posición general.
En el Torneo Clausura 2018, el Toluca llegó hasta la ronda de semifinales, en donde fue eliminado por el Monterrey. En el siguiente torneo, el equipo volvió a alcanzar la liguilla, siendo derrotado por el América en cuartos de final.
Para el torneo Clausura 2019, el club culminó su participación en la séptima posición del grupo 1 con 15 puntos sin poder clasificarse a la liguilla. 
Para el Apertura 2019 se hizo una mejor campaña, terminando en el lugar sexto lugar con un total de 31 puntos, lo cual les permitió a las diablas entrar a la fase final perdiendo en cuartos de final ante Pachuca. Lo importante a resaltar en dicho torneo fue el cese del entrenador Juan Mendoza, la cual comenzó desde la fundación del club femenil en el año 2017. 
Para el torneo Apertura 2020, después de la reanudación paulatina del torneo luego de la cancelación del torneo anterior (Clausura 2020) debido a la pandemia covid-19 que impacto a nivel nacional se nombró a Agustín Contreras como el nuevo estratega de las diablas; pero el cual solo dirigió 7 jornadas. Debido a esto, el club nombró a Alberto Cuate como el nuevo entrenador, el cual culminó el torneo con las diablas en la 15.ª posición de la tabla general en el torneo.
Para el torneo Clausura 2021, se consigue una campaña histórica, ya que las diablas quedaron en 7.° lugar, con lo cual pudieron disputar nuevamente la liguilla, terminando en cuartos de final de nueva cuenta, esta vez ante Guadalajara. 
Para el siguiente torneo se vuelve a la irregularidad, ya que para el torneo Apertura 2021 no se logra clasificar a la fase final, terminando en el lugar 12.° de la tabla general.
Para el torneo Clausura 2022, se nombra a Gabriel Velasco como el nuevo estratega del club mexiquense. Culminando en la décima posición con 20 puntos. Para el siguiente torneo, el Apertura 2022. Velasco logra una campaña histórica, llegando a sexto lugar con 26 puntos y llegando a los cuartos de final. Desafortunadamente se pierde ante Tigres y termina la campaña para Gabriel Velasco y las diablas.
Para el siguiente torneo (Clausura 2023) no fue de buena manera para las diablas, ya que terminaron su participación en el torneo de forma anticipada, ya que culminaron en el 10.° lugar de tabla general con 25 puntos sin poder repetir la hazaña del torneo anterior.
Para el torneo Apertura 2023 se logra cumplir las expectativas de la afición y se clasifica a la liguilla; terminando en sexto lugar con un total de 30 puntos. Aunque de manera desafortunada se termina la hazaña en los cuartos de final, derrotadas ante Guadalajara como en un torneo pasado.
En el torneo Clausura 2024, se termina el ciclo de Gabriel Velasco con las diablas, ya que estuvieron cerca de clasificarse a la liguilla, pero por el ultimátum de Velasco dio un paso a un lago, logrando un total de 27 puntos quedándose a puertas de la "Fiesta Grande".
Para el torneo Apertura 2024, se opta por contratar al entrenador de Palmeiras, Ricardo Belli. Ya con las expectativas altas, Belli logra clasificar a las diablas a la liguilla, terminando en 8.° lugar con 26 puntos, quedando de nueva cuenta en cuartos de final. Eliminadas por las que serían campeonas posteriormente por el gol de visitante. Ricardo Belli fue destituido al término de la jornada 7 del Clausura 2025 luego de cinco derrotas consecutivas. César Arzate será el entrenador interino temporalmente.

## Estadio
El Deportivo Toluca Femenil juega sus partidos de local en el Estadio Nemesio Díez, que comparte con el Deportivo Toluca masculino. Para los partidos menos importantes, el equipo femenino juega en las Instalaciones de Metepec, el complejo deportivo del club.
El Estadio Nemesio Díez, también conocido popularmente como "La Bombonera", es un estadio de fútbol situado en la ciudad de Toluca, capital del Estado de México en México. Es la sede habitual del Deportivo Toluca F.C. y el Deportivo Toluca F.C. Femenil. Su dirección es Avenida Constituyentes poniente esquina con Felipe Villanueva, #1000 colonia la Merced, Toluca, Estado de México.
El estadio se encuentra a una altitud de aproximadamente 8,750 pies (2,670 m) sobre el nivel del mar, uno de los estadios de mayor altitud de América del Norte. El campo de juego está orientado de este a oeste, siendo el único estadio profesional del país ubicado en esa posición.
Fue inaugurado oficialmente el estadio del Club Deportivo Toluca el 8 de agosto de 1954, que después se llamó "Héctor Barraza", luego "Luis Gutiérrez Dosal", le siguió "Toluca 70", al paso del tiempo "Toluca 70-86" después con su actual nombre "Nemesio Díez" conocido como coloquialmente conocido como "La Bombonera".
La remodelación actual del estadio Nemesio Diez tuvo un costo de más de 1000 millones de pesos; la remodelación del estadio se realizó del año 2014 al año 2017, el diseño a cargo de Quattro + 1 Arquitectos y la estructura fue realizada por Lanik. Además de su cancha y el diseño arquitectónico, que respetó la esencia del histórico inmueble, ha recibido el reconocimiento mundial entre los estadios más hermoso. 
Asimismo, destaca la incorporación de tecnología más avanzada, que lo convierten en inmueble totalmente seguro y familiar. El estadio cuenta con capacidad para 30 000 espectadores, estacionamiento de seis niveles con capacidad para 1,500 vehículos, dos puentes aéreos de acceso al estadio y tecnología con mayor soporte de pantallas y sonido ambiental.
El estadio también ha obtenido reconocimiento internacional, ya que fue elegido como el "Segundo Mejor Estadio del Mundo 2017" en la categoría de remodelados, según la votación pública realizada por StadiumDB en el mismo año.

## Indumentaria

### Proveedor
| Período   | Proveedor    |
| --------- | ------------ |
| 2017-2023 | Under Armour |
| 2023-2027 | New Balance  |

### Patrocinadores
| - Caliente - Corona Extra - Volaris - Carl's Jr. - Roshfrans - Red Cola - Electrolit - Servicio Comercial Garis - Arabela | - Mercedes-Benz - Volvo - Nissin Foods - Naturella - Always - Kairaku Asian Cuisine - Krispy Kreme - La Moderna - Izzi |

### Uniformes actuales
- Uniforme local: Camiseta roja con detalles en carmin y rojo claro con cuello semiredondo en blanco, pantalón rojo y medias rojas con una franja negra con 2 líneas blancas.
- Uniforme visitante: Camiseta blanca con líneas en rosa y color gris y cuello redondo en rojo y negro, pantalón blanco y medias blancas con una franja roja con 2 líneas negras.
- Uniforme alternativo: Camiseta azul rey, con triángulos en azul obscuro y azul claro, short en azul obscuro y medias en azul obscuro y triángulos en azul rey.

| Primer Uniforme | Segundo Uniforme | Tercer Uniforme |

### Uniformes de Porteros
| Primer Uniforme | Segundo Uniforme | Tercer uniforme |

### Uniformes anteriores
- 2023-2024

| Primer Uniforme | Segundo Uniforme | Tercer Uniforme |

Uniformes de portero
| Primer Uniforme | Segundo Uniforme | Tercer uniforme | Cuarto Uniforme |

- 2022-2023

| Primer Uniforme 2022 | Primer Uniforme 2023 | Segundo Uniforme |

Uniformes de portero
| Primer Uniforme | Segundo Uniforme | Tercer Uniforme |

- 2021-2022

| Primer Uniforme | Segundo Uniforme | Tercer Uniforme |  |

Uniformes de portero
| Primer Uniforme | Primer Uniforme 2 | Segundo Uniforme | Tercer Uniforme |

- 2021

| Primer Uniforme | Segundo Uniforme | Tercer Uniforme |  |

Uniformes de portero
| Primer Uniforme | Segundo Uniforme |  |

- 2019-2020

| Primer Uniforme | Segundo Uniforme | Tercer Uniforme |  |

Uniformes de portero
| Primer Uniforme | Segundo Uniforme | Tercer Uniforme |  |

- 2018-2019

| Primer Uniforme | Segundo Uniforme | Tercer Uniforme |  |

Uniformes de portero
| Primer Uniforme | Segundo Uniforme | Tercer Uniforme |

- 2017-2018

| Primer Uniforme | Segundo Uniforme | Tercer Uniforme |  |

## Jugadoras

### Altas y bajas: Clausura 2025
| Altas                 | Altas         | Altas                  | Altas    |
| Jugador               | Posición      | Procedencia            | Tipo     |
| --------------------- | ------------- | ---------------------- | -------- |
| Abby Erceg            | Defensa       | Racing Louisville F.C. | Traspaso |
| María Sánchez         | Defensa       | Atlético de San Luis   | Traspaso |
| Blanca Muñoz          | Defensa       | Tigres de la UANL      | Traspaso |
| Betzy Cuevas          | Mediocampista | Club América           | Traspaso |
| Shanice van de Sanden | Mediocampista | Club de Fútbol Pachuca | Traspaso |

  En Pretemporada existen jugadoras del equipo piloto, se contemplarán como altas si son registradas para el torneo.
| Bajas               | Bajas         | Bajas                     | Bajas                 |
| Jugador             | Posición      | Destino                   | Tipo                  |
| ------------------- | ------------- | ------------------------- | --------------------- |
| Michelle González   | Defensa       | Club Santos Laguna        | Rescisión de contrato |
| Rebeca Zavaleta     | Defensa       | Por definir               | Rescisión de contrato |
| Melissa Ramos       | Defensa       | Por definir               | Rescisión de contrato |
| Natalia Gómez Junco | Mediocampista | Bandera de ?              | Retiro                |
| Samantha Calvillo   | Mediocampista | Club Necaxa               | Mutuo acuerdo         |
| Celia Bensalem      | Mediocampista | Lille OSC                 | Traspaso              |
| Ivanna Estrada      | Delantera     | Club Tijuana              | Traspaso              |
| Brenda Woch         | Delantera     | Grêmio FB Porto Alegrense | Traspaso              |

Existen casos de jugadoras que estaba en el equipo piloto y fichan para otro equipo, la jugadora se considerará baja las que debutan en liga.

### Fuerzas Básicas

#### Sub-19
- La jugadora ya debutó en Primera División.

## Jugadoras Extranjeras
| Jugadora              | Posición      | Edad    | Procedencia             | Destino          | Duración            |
| --------------------- | ------------- | ------- | ----------------------- | ---------------- | ------------------- |
| Kayla Thompson        | Portera       | 26 años | Brown Bears S.C.        | Sigue en el club | Cl. 2023 - Presente |
| Abby Erceg            | Defensa       | 35 años | Racing Louisville F.C.  | Sigue en el club | Cl. 2025 - Presente |
| Vanessa Penuna        | Mediocampista | 29 años | C.A. River Plate        | Agente libre     | Cl. 2023 - Ap. 2023 |
| Amandine Henry        | Mediocampista | 35 años | Utah Royals S.C.        | Sigue en el club | Ap. 2024 - Presente |
| Celia Bensalem        | Mediocampista | 20 años | O. Lyonnais             | Agente libre     | Ap. 2023 - Cl. 2025 |
| Shanice van de Sanden | Mediocampista | 32 años | Pachuca C.F.            | Sigue en el club | Cl. 2025 - Presente |
| Faustine Robert       | Mediocampista | 31 años | F.C. Fleury 91          | Sigue en el club | Ap. 2025-presente   |
| Brenda Woch           | Delantera     | 26 años | Santa Teresa C.D.       | Agente libre     | Ap. 2022 - Ap. 2024 |
| Gloria Villamayor     | Delantera     | 33 años | Secció Esportiva A.E.M. | Agente libre     | Ap. 2022 - Ap. 2022 |
| Michaela Abam         | Delantera     | 28 años | Linköping F.C.          | Sigue en el club | Cl. 2024-presente   |
| Eugénie Le Sommer     | Delantera     | 36 años | Olympique Lyonnais      | Sigue en el club | Ap. 2025-presente   |

## Jugadoras internacionales
| Selección                                  | Categoría | Jugadoras                                                                 | #     |
| ------------------------------------------ | --------- | ------------------------------------------------------------------------- | ----- |
| México                                     | Sub-20    | Natalia Colín, Brenda Vega, Ivana Estrada                                 | 1 (3) |
| México                                     | Sub-17    | Adriana Meza, Daniela Gallegos                                            | 2 (2) |
| México                                     | Sub-16    | Fernanda Monroy, Victoria Márquez                                         | 2 (2) |
| México                                     | Sub-15    | Fernanda Monroy, Shaddai Núñez                                            | 2 (2) |
| México                                     | Sub-13    | Andrea Montaño, Camila Ávila, Renata Solache, Ximena Vara, Zyanya Yaretzi | 5 (5) |
| Fecha de actualización: 23 de mayo de 2024 |           |                                                                           |       |

Se consideran jugadoras internacionales si han recibido llamado a selecciones nacionales en los últimos 12 meses. Con negritas se muestran aquellas jugadoras que han sido  llamadas en la última convocatoria.

## Jugadoras con más encuentros disputados
| Posición | Jugadora          | Período             | Juegos |
| -------- | ----------------- | ------------------- | ------ |
| 1        | Mariel Roman      | 2018-               | 188    |
| 2        | Karen Becerril    | 2018-2023           | 137    |
| 3        | Zaira Miranda     | 2018-2022           | 129    |
| 4        | Diana Guatemala   | 2020-               | 134    |
| 5        | Laura Parra       | 2018-2023           | 126    |
| 6        | Liliana Rodriguez | 2017-2018 2022-2025 | 118    |
| 7        | Yamanic Martínez  | 2019-2023           | 100    |
| 8        | Noemí Granados    | 2019-2023           | 100    |
| 9        | María Mauleón     | 2017-2021           | 96     |
| 10       | Destinney Duron   | 2020-2023           | 88     |

## Máximas goleadoras
| Posición | Jugadora          | Período   | Goles |
| -------- | ----------------- | --------- | ----- |
| 1        | Mariel Roman      | 2018-     | 75    |
| 2        | Natalia Mauleón   | 2017-2021 | 33    |
| 3        | Brenda Woch       | 2022-2024 | 25    |
| 4        | Destinney Duron   | 2020-2023 | 23    |
| 5        | Carolina Miranda  | 2017-2022 | 20    |
| 6        | Karen Becerril    | 2018-2023 | 14    |
| 7        | Kenya Téllez      | 2017-2020 | 12    |
| 8        | Liliana Rodríguez | 2019-2023 | 11    |
| 9        | Cinthya Peraza    | 2023-     | 10    |
| 10       | Diana Guatemala   | 2020-     | 9     |

## Plantillas Importantes

### 11 Inicial en Copa
El Deportivo Toluca Femenil inició la era profesional del fútbol femenil en la Copa MX Femenil el miércoles 3 de mayo de 2017, enfrentándose a Monarcas Morelia. Cayó con un marcador de 2 a 1 en el Estadio de la Federación Mexicana de Fútbol, con goles de Kenya Téllez (41') y Karla López (44'). 
| Alineación: - Mariel Godínez - Sahori Islas - Dirce Delgado - Daniela Gómez - Paloma Gutiérrez - Andrea Hernández - Liliana Rodríguez - Miroslava Chávez - María Enríquez - Kenya Téllez - Mayte Wuaustorf - D.T. Juan Mendoza |  | M. Godínez S. Islas D. Delgado D. Gómez P. Gutiérrez S. Hernández L. Rodríguez M. Chávez M. Enríquez K. Téllez M. Wuaustorf |

### 11 Inicial en Liga
Las Diablas Rojas del Deportivo Toluca Femenil iniciaron su participación en la Liga MX Femenil el viernes 28 de julio de 2017, en las instalaciones de Metepec, ganando con un marcador de 2 a 1 ante el Cruz Azul Fútbol Club. Las anotadoras fueron Liliana Rodríguez (15') y Deborah Romero (86').
| Alineación: - Wendy Gallardo - Dirce Delgado - Daniela Gómez - Sahori Islas - Deborah Romero - Andrea Hernández - Miroslava Chávez - Liliana Rodríguez - Kenya Téllez - Natalia Mauleón - Karla López - D.T. Juan Mendoza |  | W. Gallardo D. Delgado D. Gómez S. Islas D. Romero A. Hernández M. Chávez L. Rodríguez K. Téllez N. Mauleón K. López |

### 1erPartido de Liguilla
Las Diablas Rojas iniciaron su participación en la fase final de la Liga MX Femenil en las semifinales del torneo Clausura 2018 el domingo 15 de abril de 2018 en el Estadio Nemesio Díez, empatando 0-0 ante el Club de Fútbol Monterrey.
| Alineación: - Teresita Ubaldo - Dirce Delgado - Daniela Gómez - Anakaren Llamas - Andrea Hernández - Ivonne Meis - Liliana Rodríguez - Zaira Miranda - Kenya Téllez - Maritza Miranda - Karla López - D.T. Juan Mendoza |  | T. Ubaldo D. Delgado D. Gómez A. Llamas A. Hernández I. Meis L. Rodríguez Z. Miranda K. Téllez M. Miranda K. López |

## Estadísticas

### Copa de la Liga
Actualizado al último partido disputado el: 5 de mayo de 2017
| TORNEO        | PJ | PG | PE | PP | GF | GC | DIF | PTS | Posición          | EFE (%) |
| ------------- | -- | -- | -- | -- | -- | -- | --- | --- | ----------------- | ------- |
| Clausura 2017 | 3  | 2  | 0  | 1  | 6  | 7  | -1  | 6   | 4.º               | 66.7    |
| Total         | 3  | 2  | 0  | 1  | 6  | 7  | -1  | 6   | 4.º lugar general | 66.7 %  |

### Primera División
Actualizado al último partido disputado el: 3 de mayo de 2024
| TORNEO        | PJ  | PG  | PE | PP  | GF  | GC  | DIF | PTS | POSICIÓN                                     | LOGRO                                        | EFE (%) |
| ------------- | --- | --- | -- | --- | --- | --- | --- | --- | -------------------------------------------- | -------------------------------------------- | ------- |
| Apertura 2017 | 14  | 8   | 2  | 4   | 26  | 16  | 10  | 26  | 6.º                                          | No clasificó                                 | 61.9    |
| Clausura 2018 | 16  | 9   | 3  | 4   | 23  | 17  | 6   | 30  | 5.º                                          | Semifinales                                  | 62.5    |
| Apertura 2018 | 18  | 9   | 4  | 5   | 40  | 22  | 18  | 31  | 6.º                                          | Cuartos de final                             | 57.4    |
| Clausura 2019 | 16  | 4   | 3  | 9   | 14  | 23  | -9  | 15  | 13.º                                         | No clasificó                                 | 31.3    |
| Apertura 2019 | 20  | 10  | 4  | 6   | 27  | 25  | 2   | 34  | 6.º                                          | Cuartos de final                             | 56.7    |
| Clausura 2020 | 10  | 2   | 1  | 7   | 7   | 18  | -11 | 7   | Suspendido debido a la pandemia por COVID-19 | Suspendido debido a la pandemia por COVID-19 | 23.3    |
| Apertura 2020 | 17  | 4   | 1  | 12  | 16  | 29  | -13 | 13  | 15.º                                         | No clasificó                                 | 25.5    |
| Clausura 2021 | 19  | 8   | 5  | 6   | 17  | 18  | -1  | 29  | 7.º                                          | Cuartos de final                             | 50.9    |
| Apertura 2021 | 17  | 5   | 3  | 9   | 13  | 27  | -14 | 18  | 12.º                                         | No clasificó                                 | 35.3    |
| Clausura 2022 | 17  | 5   | 5  | 7   | 29  | 32  | -3  | 20  | 10.º                                         | No clasificó                                 | 39.2    |
| Apertura 2022 | 19  | 8   | 2  | 9   | 27  | 38  | -11 | 26  | 6.º                                          | Cuartos de final                             | 45.6    |
| Clausura 2023 | 17  | 7   | 4  | 6   | 23  | 26  | -3  | 25  | 10.º                                         | No clasificó                                 | 49      |
| Apertura 2023 | 19  | 9   | 3  | 7   | 29  | 31  | -2  | 30  | 6.º                                          | Cuartos de final                             | 52.6    |
| Clausura 2024 | 17  | 7   | 6  | 4   | 34  | 24  | 10  | 27  | 9.º                                          | No clasificó                                 | 52.9    |
| Apertura 2024 | 17  | 8   | 2  | 7   | 32  | 31  | 0   | 26  | 8.º                                          | Cuartos de final                             | 52.9    |
| Clausura 2025 | 17  | 7   | 2  | 8   | 29  | 30  | -1  | 23  | 11.º                                         | No clasificó                                 | 52.9    |
| TOTAL         | 270 | 109 | 50 | 110 | 386 | 407 | -21 | 380 | 8.º                                          | 1 Semifinal                                  | 46.75 % |

## Goles históricos

### Goles en Copa
| Gol                                       | Fecha             | Jugador            | Rival            | Resultado | Notas           |
| ----------------------------------------- | ----------------- | ------------------ | ---------------- | --------- | --------------- |
| 1                                         | 3 de mayo de 2017 | Kenya Téllez (41') | Monarcas Morelia | 2 - 1     | Primer gol Copa |
| Fecha de actualización: 5 de mayo de 2017 |                   |                    |                  |           |                 |

### Goles en Liga
| Gol                                         | Fecha               | Jugador                 | Rival                     | Resultado | Notas           |
| ------------------------------------------- | ------------------- | ----------------------- | ------------------------- | --------- | --------------- |
| 1                                           | 28 de julio de 2017 | Liliana Rodríguez (15') | Cruz Azul Fútbol Club     | 2 - 1     | Primer gol Liga |
| 50                                          | 16 de julio de 2018 | Kenya Téllez (5')       | Lobos BUAP                | 4 - 0     | Gol número 50   |
| 100                                         | 8 de abril de 2019  | Ingrid Hidalgo (53')    | Club Universidad Nacional | 2 - 2     | Gol número 100  |
| 200                                         | 17 de marzo de 2022 | Destinney Durón (12')   | Club Necaxa               | 2 - 2     | Gol número 200  |
| 300                                         | 12 de enero de 2024 | Brenda Woch (72')       | Atlas Fútbol Club         | 2 - 2     | Gol número 300  |
| Fecha de actualización: 12 de enero de 2024 |                     |                         |                           |           |                 |

## Máximas goleadoras
Actualizado al último partido disputado el: 3 de mayo de 2024

### Máximas goleadoras en liga
| Pos  | Nacionalidad | Nombre            | Goles |
| ---- | ------------ | ----------------- | ----- |
| 1.º  | México       | Mariel Román      | 75    |
| 2.º  | México       | Natalia Mauleon   | 33    |
| 3.º  | Brasil       | Brenda Woch       | 25    |
| 4.º  | México       | Destinney Duron   | 23    |
| 5.º  | México       | Carolina Miranda  | 20    |
| 6.º  | México       | Karen Becerril    | 14    |
| 7.º  | México       | Kenya Téllez      | 12    |
| 8.º  | México       | Liliana Rodríguez | 11    |
| 9.º  | México       | Andrea Hernández  | 9     |
| 10.º | México       | Cinthya Peraza    | 10    |
| 10.º | México       | Diana Guatemala   | 8     |

| Máximas goleadoras en temporada regular | Máximas goleadoras en temporada regular | Máximas goleadoras en temporada regular | Máximas goleadoras en temporada regular |
| Pos                                     | Nacionalidad                            | Nombre                                  | Goles                                   |
| --------------------------------------- | --------------------------------------- | --------------------------------------- | --------------------------------------- |
| 1.º                                     | México                                  | Mariel Román                            | 64                                      |
| 2.º                                     | México                                  | Natalia Mauleon                         | 33                                      |
| 3.º                                     | Brasil                                  | Brenda Woch                             | 25                                      |
| 4.º                                     | México                                  | Destinney Duron                         | 23                                      |
| 5.º                                     | México                                  | Carolina Miranda                        | 19                                      |
| Máximas goleadoras en liguilla          |                                         |                                         |                                         |
| Pos                                     | Nacionalidad                            | Nombre                                  | Goles                                   |
| 1.º                                     | México                                  | Mariel Román                            | 3                                       |
| 2.º                                     | México                                  | Karime Abud                             | 2                                       |
| 3.º                                     | Francia                                 | Celia Bensalem                          | 1                                       |
| 3.º                                     | México                                  | Kenya Téllez                            | 1                                       |
| 3.º                                     | México                                  | Carolina Miranda                        | 1                                       |
| 3.º                                     | México                                  | Cynthia Peraza                          | 1                                       |

### Máximas anotadoras por temporada
| Máximas anotadoras por temporada de copa MX      | Máximas anotadoras por temporada de copa MX | Máximas anotadoras por temporada de copa MX |
| Torneo                                           | Jugadora                                    | Goles                                       |
| ------------------------------------------------ | ------------------------------------------- | ------------------------------------------- |
| Copa MX 2017                                     | Karla López                                 | 2                                           |
| Máximas anotadoras por temporada regular de liga |                                             |                                             |
| Torneo                                           | Jugadora                                    | Goles                                       |
| Apertura 2017                                    | Natalia Mauleón                             | 10                                          |
| Clausura 2018                                    | Natalia Mauleón                             | 7                                           |
| Clausura 2018                                    | Carolina Miranda                            | 7                                           |
| Apertura 2018                                    | Mariel Román                                | 11                                          |
| Clausura 2019                                    | Andrea Hernández                            | 4                                           |
| Apertura 2019                                    | Mariel Román                                | 9                                           |
| Clausura 2020 *                                  | Mariel Román                                | 4                                           |
| Apertura 2020                                    | Arlett Tovar                                | 2                                           |
| Apertura 2020                                    | Natalia Mauleón                             | 2                                           |
| Apertura 2020                                    | Carolina Miranda                            | 2                                           |
| Apertura 2020                                    | Mariel Román                                | 2                                           |
| Clausura 2021                                    | Arlett Tovar                                | 4                                           |
| Clausura 2021                                    | Natalia Mauleón                             | 4                                           |
| Apertura 2021                                    | Destinney Durón                             | 3                                           |
| Apertura 2021                                    | Diana Guatemala                             | 3                                           |
| Clausura 2022                                    | Destinney Durón                             | 9                                           |
| Apertura 2022                                    | Mariel Román                                | 8                                           |
| Clausura 2023                                    | Destinney Durón                             | 6                                           |
| Apertura 2023                                    | Mariel Román                                | 7                                           |
| Clausura 2024                                    | Brenda Woch                                 | 9                                           |
| Apertura 2024                                    | Mariel Román                                | 8                                           |
| Clausura 2025                                    | Shanice van de Sanden                       | 7                                           |

| Máximas anotadoras por liguilla | Máximas anotadoras por liguilla              | Máximas anotadoras por liguilla              |
| Torneo                          | Jugadora                                     | Goles                                        |
| ------------------------------- | -------------------------------------------- | -------------------------------------------- |
| Clausura 2018                   | Kenya Téllez                                 | 1                                            |
| Apertura 2018                   | Mariel Román                                 | 2                                            |
| Apertura 2019                   | Karime Abud                                  | 2                                            |
| Clausura 2020                   | Suspendido debido a la pandemia por COVID-19 | Suspendido debido a la pandemia por COVID-19 |
| Clausura 2021                   | No se anotaron goles durante la liguilla     | No se anotaron goles durante la liguilla     |
| Apertura 2022                   | No se anotaron goles durante la liguilla     | No se anotaron goles durante la liguilla     |
| Apertura 2023                   | Celia Bensalem                               | 1                                            |
| Apertura 2024                   | Cynthia Peraza                               | 1                                            |

## Palmarés

### Fuerzas Básicas
| Competición nacional         | Títulos       | Subcampeonatos |
| ---------------------------- | ------------- | -------------- |
| Liga MX Femenil Sub-18 (1/0) | Clausura 2023 |                |

| Competición nacional         | Títulos       | Subcampeonatos |
| ---------------------------- | ------------- | -------------- |
| Liga MX Femenil Sub-19 (1/0) | Apertura 2024 | Clausura 2025  |

## Entrenadores
Actualizado al último partido disputado el: 3 de mayo de 2024
| Entrenador              | Temporada     | PJ | PG | PE | PP | TR  | GF  | GC  | DG  | PTS | POS                                          | Resultado                                    | EFE (%) |
| ----------------------- | ------------- | -- | -- | -- | -- | --- | --- | --- | --- | --- | -------------------------------------------- | -------------------------------------------- | ------- |
| Juan Mendoza            | Copa MX 2017  | 3  | 2  | 0  | 1  | 0   | 6   | 7   | -1  | 6   | 4.º                                          | Fase de grupos                               | 66.7    |
| Juan Mendoza            | Apertura 2017 | 14 | 8  | 2  | 4  | 0   | 26  | 16  | 10  | 26  | 6.º                                          | Fase de grupos                               | 61.9    |
| Juan Mendoza            | Clausura 2018 | 16 | 9  | 3  | 4  | 0   | 23  | 17  | 6   | 30  | 5.º                                          | Semifinal                                    | 62.5    |
| Juan Mendoza            | Apertura 2018 | 17 | 9  | 3  | 5  | 1   | 40  | 22  | 18  | 31  | 6.º                                          | Cuartos de final                             | 58.8    |
| Juan Mendoza            | Clausura 2019 | 16 | 4  | 3  | 9  | 0   | 14  | 23  | -9  | 15  | 13.º                                         | Fase de grupos                               | 31.3    |
| Juan Mendoza            | Apertura 2019 | 19 | 10 | 4  | 5  | 1   | 27  | 25  | 2   | 34  | 6.º                                          | Cuartos de final                             | 59.6    |
| Juan Mendoza            | Total         | 85 | 42 | 15 | 28 | 2   | 136 | 110 | 26  | 142 | 7.º                                          | 1 Semifinal                                  | 55.3 %  |
| César Arzate (Interino) | Clausura 2020 | 3  | 1  | 1  | 1  | 0   | 2   | 5   | -3  | 4   | Interino de jornada 1 a 3                    | Interino de jornada 1 a 3                    | 44.4    |
| César Arzate (Interino) | Total         | 3  | 1  | 1  | 1  | 0   | 2   | 5   | -3  | 4   | No concluyó el torneo                        | No concluyó el torneo                        | 44.4 %  |
| Agustín Contreras       | Clausura 2020 | 7  | 1  | 0  | 6  | 0   | 4   | 14  | -10 | 3   | Suspendido debido a la pandemia por COVID-19 | Suspendido debido a la pandemia por COVID-19 | 14.3    |
| Agustín Contreras       | Apertura 2020 | 7  | 2  | 1  | 4  | 0   | 6   | 11  | -5  | 4   | Dejó el equipo en la Jornada 7               | Dejó el equipo en la Jornada 7               | 33.3    |
| Agustín Contreras       | Total         | 14 | 3  | 1  | 10 | 0   | 10  | 25  | -15 | 7   | No concluyó ningún torneo                    | No concluyó ningún torneo                    | 23.8 %  |
| Alberto Cuate           | Apertura 2020 | 10 | 2  | 1  | 7  | 0   | 10  | 18  | -8  | 7   | 15.º                                         | Fase Regular                                 | 23.3    |
| Alberto Cuate           | Clausura 2021 | 19 | 8  | 5  | 6  | 0   | 17  | 18  | -1  | 29  | 7.º                                          | Cuartos de final                             | 50.9    |
| Alberto Cuate           | Apertura 2021 | 17 | 5  | 3  | 9  | 0   | 13  | 27  | -14 | 18  | 12.º                                         | Fase regular                                 | 35.3    |
| Alberto Cuate           | Total         | 46 | 15 | 9  | 22 | 0   | 40  | 63  | -23 | 54  | 11.º                                         | 1 Cuartos de final                           | 39.1 %  |
| Gabriel Velasco         | Clausura 2022 | 17 | 5  | 5  | 7  | 1   | 29  | 32  | -3  | 20  | 10.º                                         | Fase Regular                                 | 39.2    |
| Gabriel Velasco         | Apertura 2022 | 17 | 7  | 2  | 8  | 0   | 27  | 38  | -11 | 26  | 6.º                                          | Cuartos de final                             | 45.1    |
| Gabriel Velasco         | Clausura 2023 | 17 | 7  | 4  | 6  | 0   | 23  | 26  | -3  | 25  | 10.º                                         | Fase Regular                                 | 49.0    |
| Gabriel Velasco         | Apertura 2023 | 19 | 9  | 3  | 7  | 0   | 29  | 31  | -2  | 30  | 6.º                                          | Cuartos de final                             | 52.6    |
| Gabriel Velasco         | Clausura 2024 | 17 | 7  | 6  | 4  | 0   | 34  | 24  | 10  | 27  | 9.º                                          | Fase regular                                 | 52.9    |
| Gabriel Velasco         | Total         | 87 | 35 | 20 | 32 | 1   | 142 | 151 | -9  | 128 | 8.º                                          | 2 Cuartos de final                           | 49.0 %  |
| Ricardo Belli           |               |    |    |    |    |     |     |     |     |     |                                              |                                              |         |
| Apertura 2024           | 17            | 8  | 2  | 7  | 0  | 32  | 32  | 0   | 26  | 8.º | Cuartos de final                             | 52.9                                         |         |
| Total                   | 104           | 43 | 22 | 39 | 1  | 174 | 183 | -9  | 154 | 8.º | 2 Cuartos de final                           | 49.0 %                                       |         |

## Entrenadores con más encuentros disputados
| Posición | Entrenador        | Período   | Juegos |
| -------- | ----------------- | --------- | ------ |
| 1        | Juan Mendoza      | 2017-2019 | 85     |
| 2        | Gabriel Velasco   | 2022-2024 | 85     |
| 3        | Alberto Cuate     | 2020-2021 | 46     |
| 4        | Ricardo Belli     | 2024-2025 | 24     |
| 5        | Agustín Contreras | 2020-2020 | 14     |